# سفيند إريك كريستنسن
سفيند إريك كريستنسن (بالدنماركية: Svend Erik Kristensen)‏ هو عداء مراثوني دنماركي، ولد في 24 يونيو 1956.

## وصلات خارجية
- سفيند إريك كريستنسن على موقع الاتحاد الدولي لألعاب القوى (الإنجليزية)